# Nus constrictor

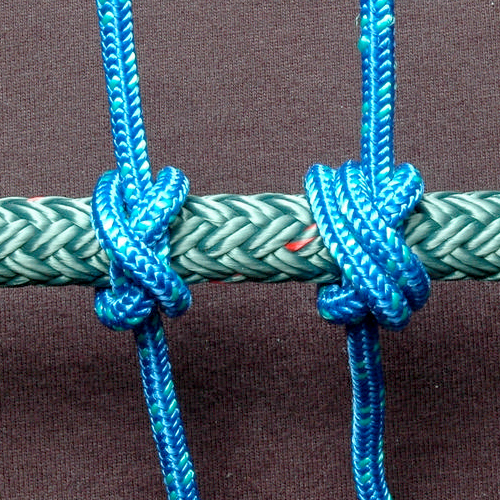
Nus constrictor

El nus constrictor és un dels nusos units que tenen una millor subjecció. Simple i segur, és un nus dur que pot ser difícil o impossible de deslligar una vegada que se subjecta. És fet de manera semblant a una ballestrinca però amb un extrem passat sota l'altre, formant un nus simple sota una volta. El nus constrictor doble n'és una variació encara més sòlida, que compta amb dues voltes. L'origen d'aquest nus molt probablement es remunta a almenys un parell de segles enrere. Encara que Ashley semblava donar a entendre que ell havia inventat el nus constrictor més de 25 anys abans de publicar el seu The Ashley Book of Knots, certes investigacions indiquen que ell no en va ser l'autor. La publicació d'Ashley del nus en realitat va augmentar-ne la difusió. Encara que la descripció té certa ambigüitat, es pensa que el nus constrictor va aparèixer sota el nom de "nus d'artiller" al llibre de 1866 The Book of Knots, escrit sota el pseudònim Tom Bowling. Bowling el va descriure en relació amb la ballestrinca, que ell va dibuixar i va anomenar el "nus de constructor".